# Föreningen för kvinnans politiska rösträtt i Norrtälje
Föreningen för kvinnans politiska rösträtt i Norrtälje, även kallad Norrtäljeföreningen för kvinnans politiska rösträtt, var Norrtäljes lokalförening inom Landsföreningen för kvinnans politiska rösträtt (LKPR). Föreningen var verksam lokalt i Norrtälje 1905-1921, och arbetade för införandet av kvinnors rösträtt i Sverige.
Bland aktiviteterna fanns föredrag, samkväm, insamling av medel och förhandlingar om samarbete med andra organisationer. 
År 1908 rapporterades: 
"Föreningen har under året haft 2 styrelsesammanträden och 3 föreningsmöten samt 1 samkväm med musik och sång. För socialpolitisk upplysning ha böcker ur ett vandringsbibliotek cirkulerat bland medlemmarna. I fattigvårdsstyrelsen sitta 2 kvinnor. Lokalpressen har hittills varit onådig mot kvinnans rösträttsrörelse.".

## Ordförande
- Signe Wollter, 1905–1906
- Anna Humble, 1906–1913
- Elsa Stenmark, 1913–1921